# ایچئون
شهر ایچئون (به کره‌ای: 이천) (به انگلیسی: Icheon) با جمعیت ۱۸۸٫۵۵۶ نفر در ایالت گیونگی-دو در کشور کره‌جنوبی واقع شده‌است.